# دار أحداث

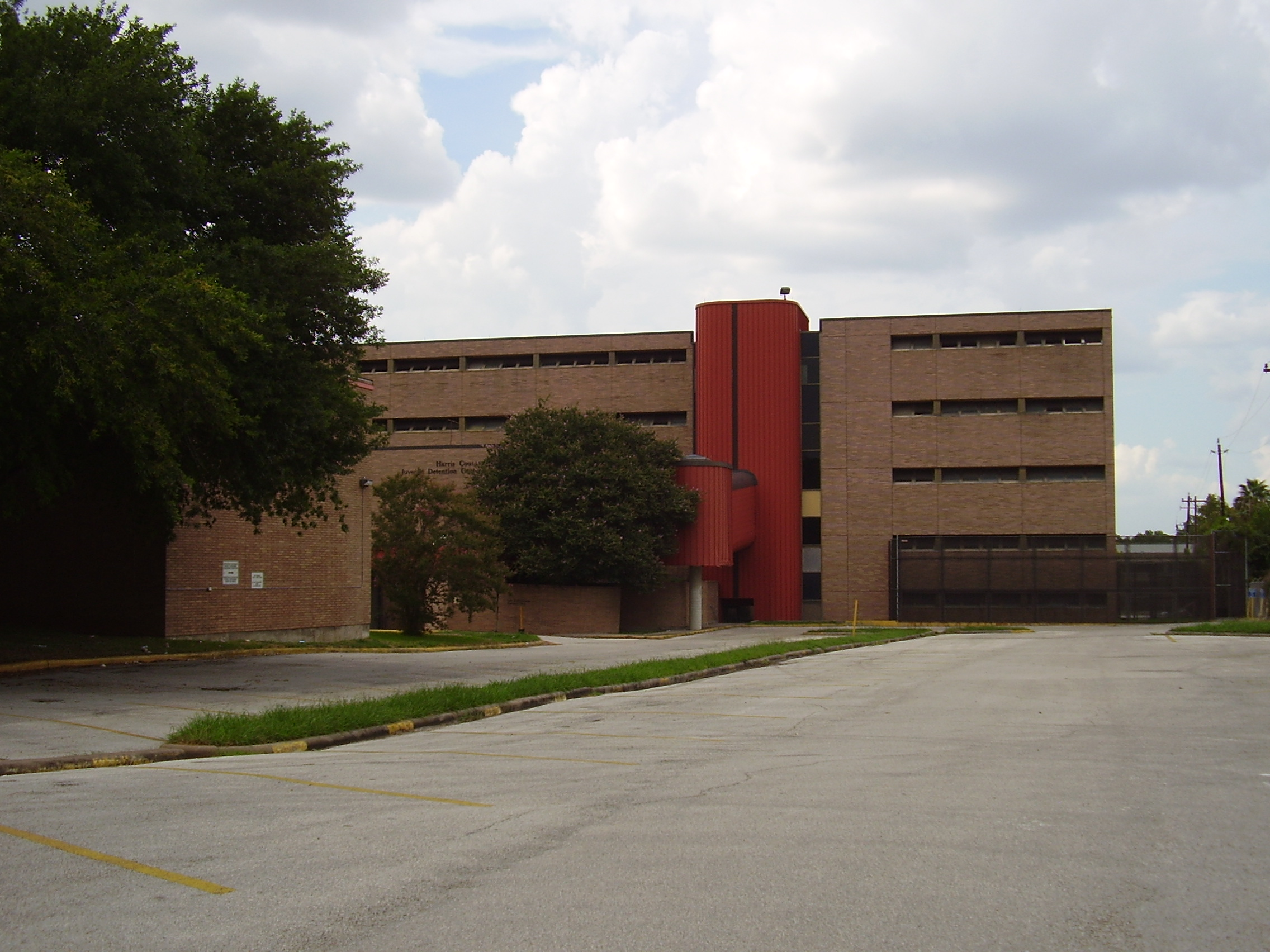
دار أحداث بمدينة هيوستن بولاية تكساس الأمريكية.

دار الأحداث هو مبنى سكني مخصص لرعاية من هم دون سن البلوغ القانوني في ذلك البلد، في انتظار نظر قضاياهم في محكمة أحداث أو لغرض إصلاحهم. وهي مؤسسة شبيهة بالسجن الغرض منها إصلاح وتأهيل النزلاء وجميعهم من الشباب (الأحداث وواحدهم حَدَث) الذين أجرموا أو ارتكبوا الجنايات.